# Plac św. Marii Magdaleny w Krakowie
Plac św. Marii Magdaleny – plac w Krakowie, w dzielnicy I Stare Miasto, na Starym Mieście, pomiędzy ulicami Grodzką i Kanoniczą, w centrum dawnego Okołu. Ma 997 m² powierzchni. W latach 1952–1990 patronem placu był Wit Stwosz.
Od północy do placu przylega gmach Collegium Iuridicum (nr 1), mieszczący Instytut Historii Sztuki UJ, a od południa kamienica Malarnia (nr 2), zwana w przeszłości Zerwikaptur, w której znajduje się Wojewódzki Fundusz Ochrony Środowiska i Gospodarki Wodnej w Krakowie oraz Instytut Cervantesa. Od strony wschodniej, po drugiej stronie ulicy Grodzkiej, stoją dwa kościoły: św. Andrzeja i św. Piotra i Pawła, po stronie zachodniej znajduje się zabytkowa kamienica Kanonicza 9, w której mają siedzibę instytuty Uniwersytetu Papieskiego Jana Pawła II.
Nazwa placu pochodzi od kościoła św. Marii Magdaleny, który niegdyś tu się znajdował. Do Collegium przylegała wówczas nieistniejąca dziś kamienica, a do niej kościół, powstały prawdopodobnie w XIII wieku; po pożarze w XV wieku został odbudowany. W XVII wieku został zbarokizowany, a ostatecznie zburzony w roku 1811. Na nawierzchni placu zaznaczono obrys kościoła.
Pośrodku stoi pomnik Piotra Skargi dłuta Czesława Dźwigaja, odsłonięty w 2001 roku. Jego ustawienie stało się przedmiotem licznych kontrowersji i protestów. Oprócz pomnika, na placu znajduje się mała fontanna z kamienia, wykonana w 1996 według projektu Józefa Białasika i Michała Szymańskiego.
W lecie plac jest miejscem, po którym jeżdżą rolkarze i deskorolkarze.

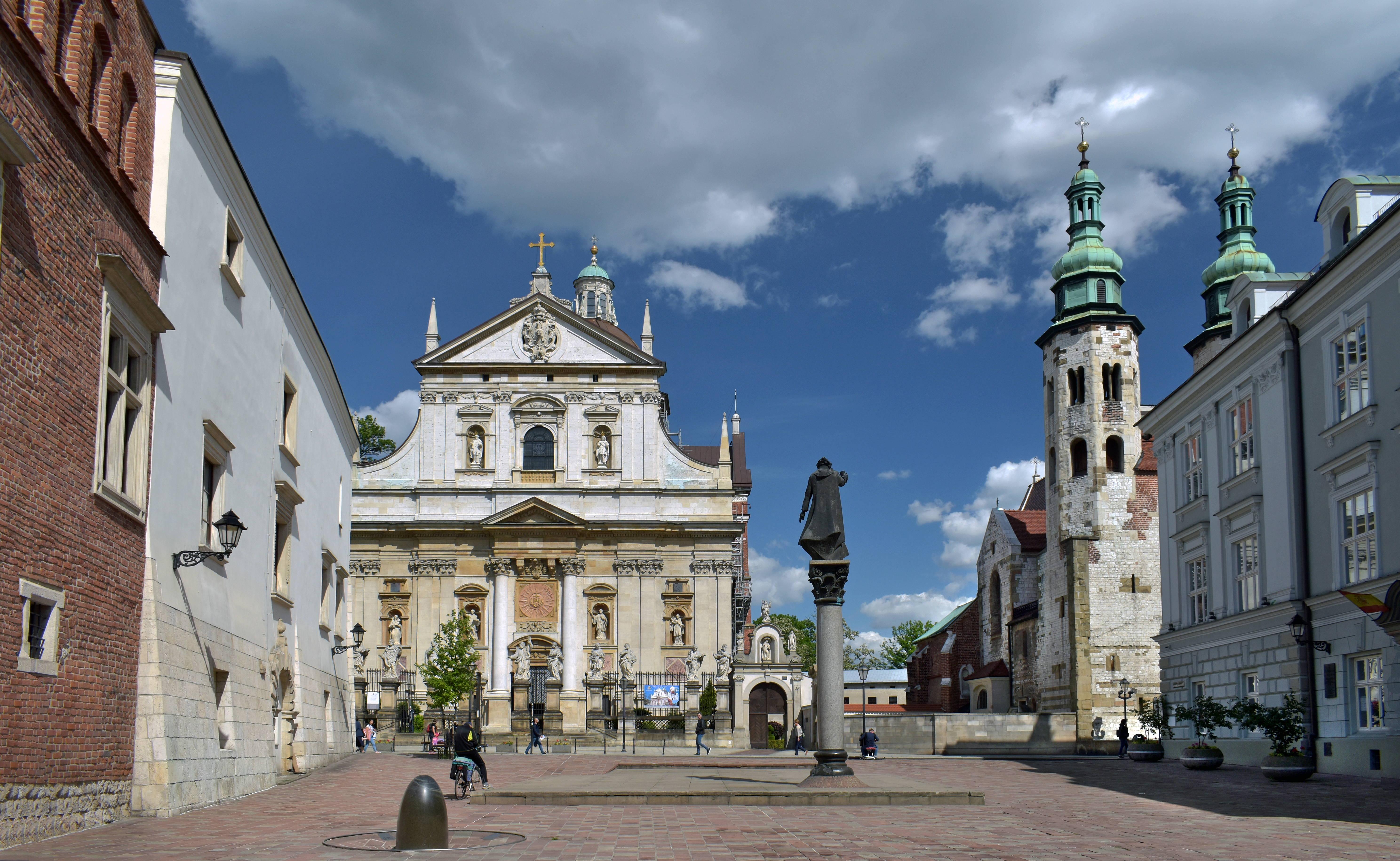
Od lewej kościół św. Piotra i Pawła, pomnik Skargi i kościół św. Andrzeja
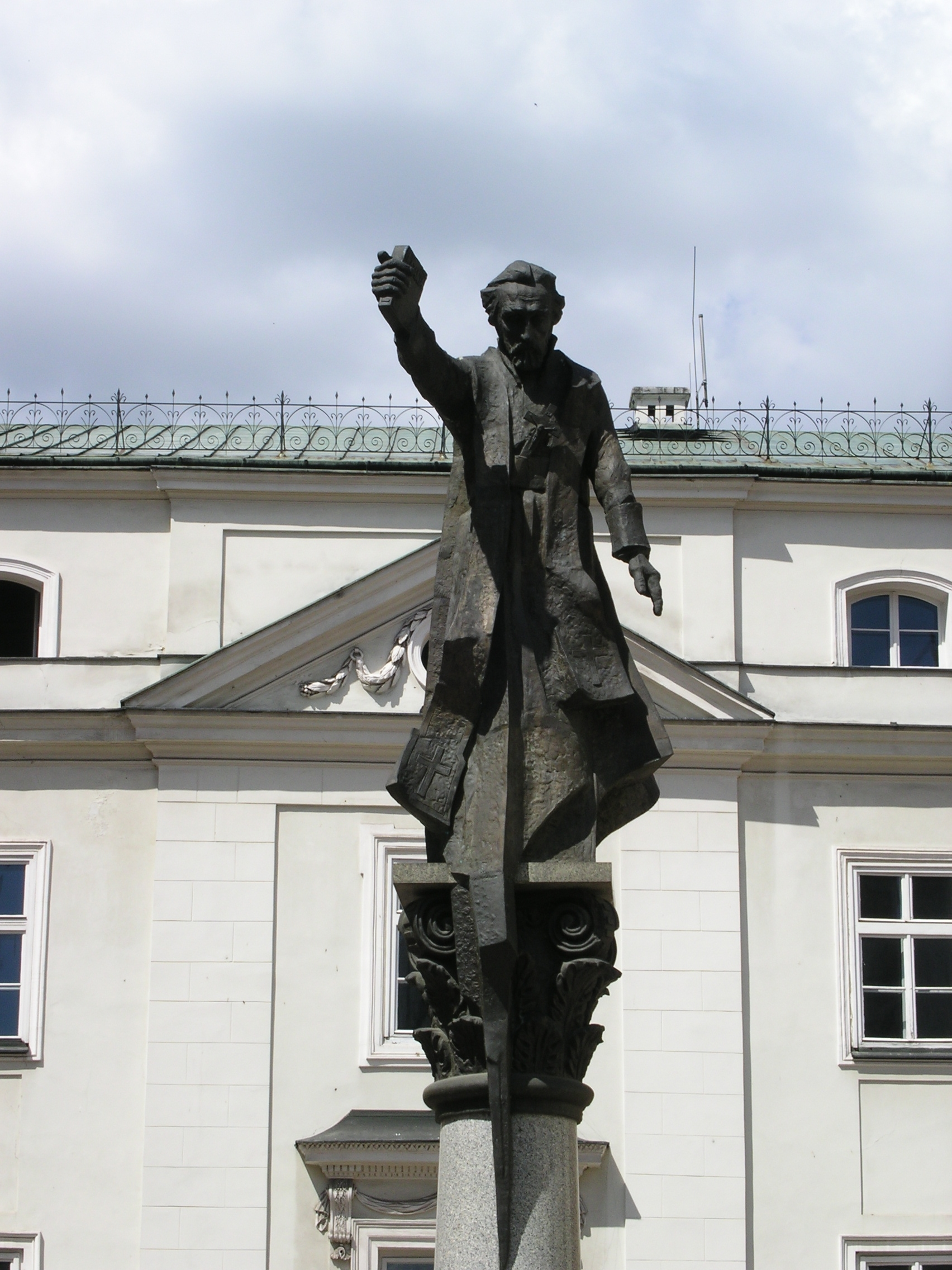
Pomnik Piotra Skargi
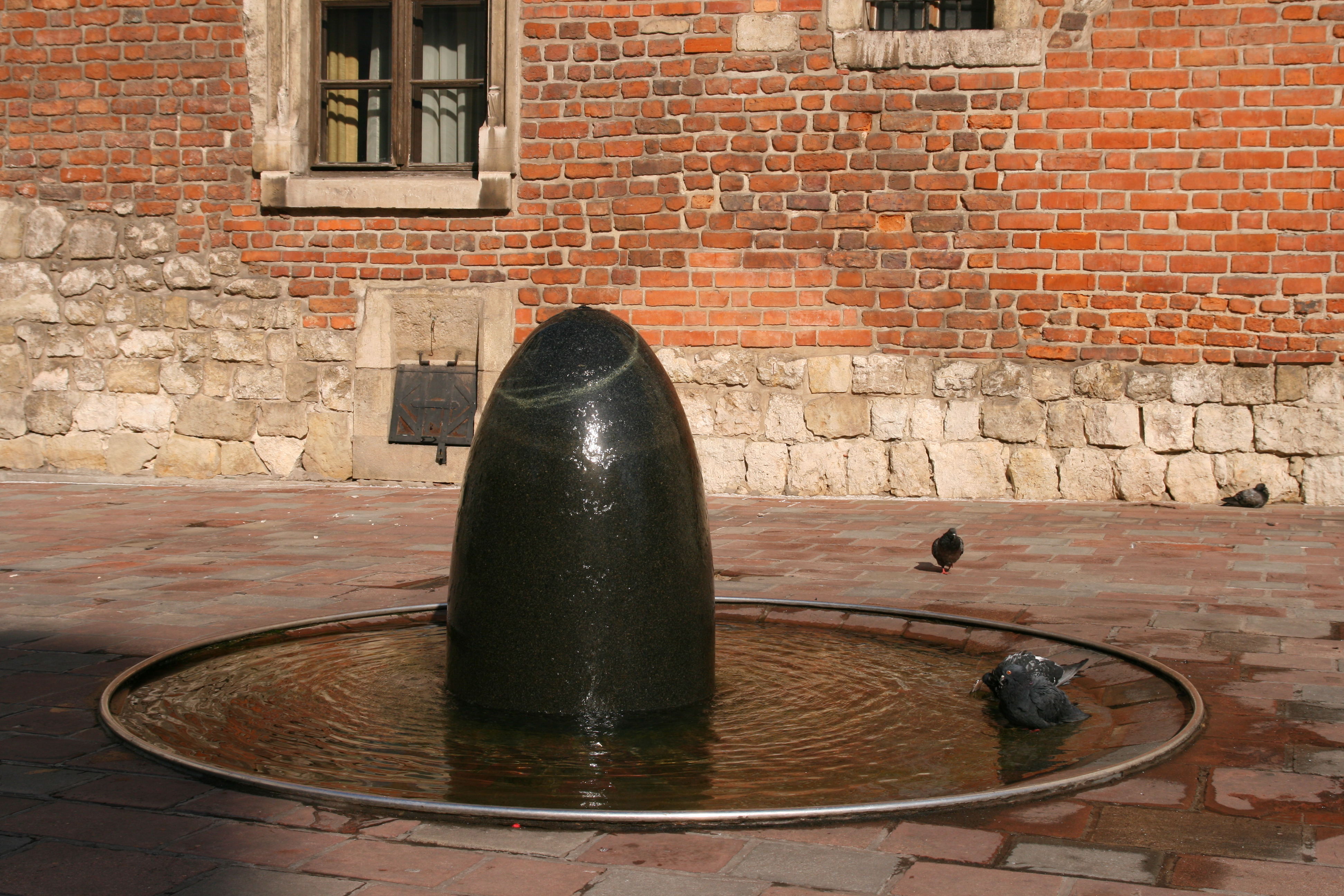
Fontanna